# Forgács Gábor
Forgács Gábor (Budapest, 1947. december 30. – 2024. november 4.) magyar színész, humorista, szinkronszínész.

## Életpályája
A Pannónia utcai Általános Iskola, majd az Eötvös Gimnázium tanulója volt, de kétszer is kirúgták. Így 16 évesen segédmunkás lett, majd néhány év múlva leérettségizett, ezután behívták sorkatonai szolgálatra, melynek idejét Győrben töltötte. A leszerelést követően hat különböző helyen volt segédmunkás, majd irodagép-műszerész szakmát szerzett. Dolgozott a Volán Elektronikánál, melynek klubjában Antal Imre volt a meghívott klubvezető, egy darabig pedig Lerch István első zenekara, a V73 roadjaként.
Nyolcéves korától jódlizás volt a hobbija, ennek kapcsán kollégái beszélték rá, hogy induljon az 1972-es Ki mit tud?-on. A Magyar Televízió vetélkedőjében egy jódliszámmal tűnt fel. Ettől kezdve előadóművész lett, sorra jöttek a fellépések. Koós János hatására kezdte el humorral fűszerezni előadásait, akivel három évig dolgozott együtt. 1975–1977 között a Békés Megyei Jókai Színházban szerepelt, kezdetben segédszínészként. 1977–1993 között a Vidám Színpad, majd öt évig a Mikroszkóp Színpad tagja volt. Ezt követően ismét szabadúszóként szórakoztatott.
Elsősorban vígjátékokban lépett fel, a Magyar Televízióban és az RTL Klub-on főként kabarékban és szórakoztató műsorokban volt látható. Hangja hallható animációs rajzfilmekben, sorozatokban és filmekben.
Basszusgitárosként tagja volt Magyarország első színészzenekarának, melyben Bubik István és Sipos András doboltak, ifjabb Latabár Kálmán zongorázott és Mikó István gitározott – vicces egyvelegeket csináltak, amivel felléptek a Népstadionban, a színészek és az újságírók évenkénti futballfesztiválján. Az eredeti felállást Kalmár Tibor hozta össze, mint a Dali-dili névre keresztelt cirkuszi színészzenekar: Bodrogi Gyula, Forgács Gábor, Mikó István, Latabár Kálmán és Koós János személyében. Sokáig lovagolt is.
2020-ban rákkal diagnosztizálták, ezt követően több műtéten is átesett.
2024. november 4-én hunyt el. November 22-én búcsúztatták a Fiumei úti sírkertben, ahol Straub Dezső és Kárpáti Levente mondott beszédet.

## Díjai, elismerései
- Magyar Köztársasági Ezüst Érdemkereszt (1997)
- Pepita-díj (2011)

## Színpadi szerepei

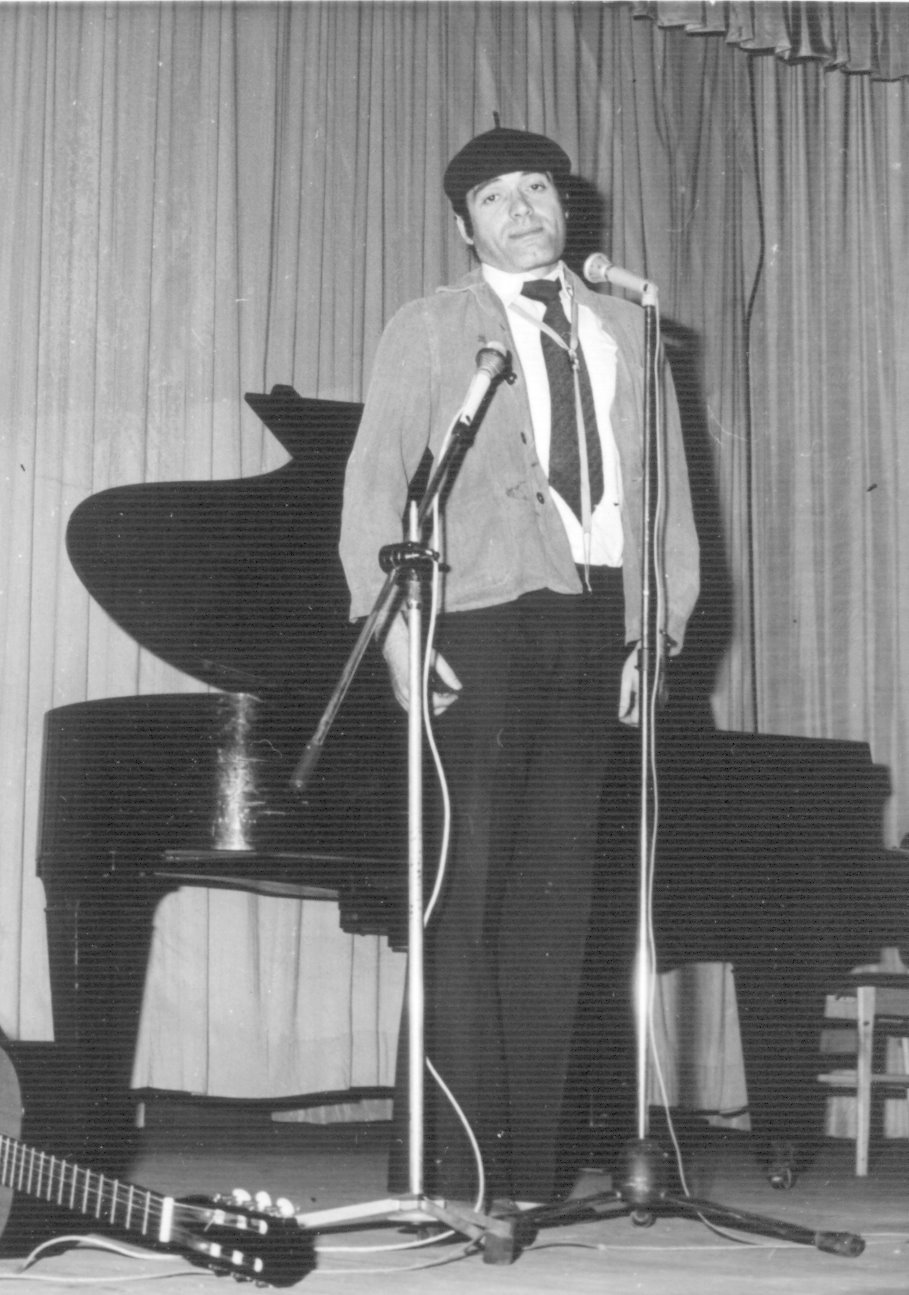
A Ganz Műszer Művek rendezvényén 1969-ben

- Önálló estje: Humorforgácsok (1985)
- Bagolytüdő és articsóka (Budaörsi Játékszín)
- Este fess a pesti nő (Ruttkai Éva Színház)
- Ketten egy ellen (Újpest Színház)
- Kabarémúzeum (Ruttkai Éva Színház)
- Bradányi Iván–Karinthy Márton: Vidám válás....Tonelli (Karinthy Színház)

### Békés megyei Jókai Színház
- Heltai Jenő–Ránki György: Szépek szépe....Dömötör
- Emil Braganszkij–Eldar Rjazanov: Ma éjjel megnősülök....Péter
- Heltai Jenő: Szépek szépe....Dömötör
- Csiky Gergely: Kaviár....Oszkár
- Vaszilij Skvarkin: Idegen gyermek....Jása

### Vidám Színpad
- Jean Poiret: Őrült nők ketrece....Salome
- Ide figyeljenek, emberek! (1980)
- Moss Hart–George Kaufmann: Így élni jó....Ed Carmichael
- Észnél legyünk! (1977)
- Nyomjuk a 'sóder'-t?! (1977)
- Luigi Pirandello: Velencei kékszakáll....Berto
- Niccolò Machiavelli: Maszlag....Pinka
- Meddig lehet elmenni? (1981)
- Iszidor Stok: Isteni komédia....Ábel
- Szovjet kabaré (1982)
- Hennequin–Veber: Elvámolt éjszaka....Festőnövendék
- Hajrá, magyarok!
- Michael Stewart: Szeretem a feleségem....Harwey
- Robert Thoeren–Michael Logan: Van, aki forrón szereti....Első gengszter
- Ki van odafenn?
- Övön alul....A szextanfolyam hallgatója
- Indig Ottó: A torockói menyasszony....Első katona
- Minden jegy elkelt?
- Curth Flatow: Egy férfi, aki nem akar....Bill, pilóta
- Miroslav Horníček: Két férfi sakkban....Giacomo katonája

## Filmjei

### Játékfilmek
- Mit csinált felséged 3-tól 5-ig? (1964)
- Ereszd el a szakállamat! (1975)
- Emberrabló lányok (1990)
- Csapd le csacsi! (1992)
- Pizzás (2000) (producer)
- Kis Vuk (2007) – Balfék (hangja)

### Tévéfilmek
- Három a kislány (1988)
- Szomszédok (1992)
- Szerencsi, fel! (2004)
- Kabarémúzeum (2006)
- Különös Szilveszter (2007)
- Alfonzó szenvedélyei

### Tévémagazinok
- Csíííz (műsorvezető)
- Finálé (közreműködő)
- Kató néni kabaréja
- Uborka
- Szeszélyes évszakok
- Új Gálvölgyi-show

## Szinkronszerepek
- Dupla dinamit (1991) - Nigel Griffith (Alan Scarfe)
- Agathe nem hagyja annyiban: Gyilkosság a golfklubban (2006) – Peter Pfeiffer (Max Volkert Martens)
- 1492 – A Paradicsom meghódítása (1992) – Utapán
- Alex és bandája (2016-) – Strozzi tanár úr
- A 7T – Vidor
- League of Legends (2014-2015) – Gragas , Corki, Bubbs
- Pillangó-hatás 3 – Jelenések – Jack Nicholas felügyelő (Hugh Maguire)
- A boldogító talán (2008) Sydney Pollack
- Madagaszkár 2-3 (2008, 2012) – Julien király (hangja)
- Dumbo (1941) – Szemüveges varjú / Bohóc (hangja) (2. szinkron, 1992)
- Alice Csodaországban (1951) – Subidam és Subidu (hangja)
- Pánikszoba (2002)
- Haláli fegyver (1993)
- Nagy durranás 2. – A második pukk (1993)
- Asterix az olimpián (2008)
- A házasság buktatói (2021–2022): Faruk Cevher – Cevdet Arıcılar
- Harry Potter (2002–2009) Mark Williams
- Dokik (scrubs) Dr. Bob Celso
- Némó nyomában (2003) – Pörölycápa (hangja)
- Kegyetlen bánásmód (2003)
- Johann egér karácsonya (1991)
- A köd (2007) – Ollie Weeks
- Ufók első karácsonya (1991)
- Bundás és Rozsdás (1998)
- A karácsonyi kincs
- A Simpson család – A film (2007)
- Astro Boy – Orrin  (2009) – Orrin (hangja)
- Bleach – Shihouin Yoruichi (macska alakban)
- Dragon Ball GT – Kaito
- Fullmetal Alchemist – A bölcsek kövének nyomában – Tim Marcoh
- Fullmetal Alchemist: Testvériség – Tim Marcoh
- Naruto – Enma király (Animax-változat)
- Rozsomák – Yashida Shingen
- Frida (2002)
- True Jackson, VP – Max Maddigan
- A Madagaszkár pingvinjei (film) – Julien király (hangja)
- A Madagaszkár pingvinjei (televíziós sorozat) – Julien király (hangja)
- Geronimo Stilton – mellékszereplők
- Süsü keselyűk – Lakli (hangja)
- Az új rózsaszín párduc show II-III. évad (1971, 1975) – Hangyász (hangja) (2. szinkron, 2007/2-3. évad, 2008)
- Rózsaszín Párduc és barátai (2010) – Hangyász hangja
- Fosterék háza képzeletbeli barátoknak – mellékszereplők
- Star Wars: A klónok háborúja (2009) – Plo Koon (1. hang), Cad Bane (1. hang) (2009)
- Star Wars: Lázadók – Palpatine (Sam Witwer), Quarrie (Corey Burton)
- Tűzgyújtó (1984)
- Cannibal Holocaust (1980)
- Csúcsformában (1998) Tom Wilkinson
- Róma – Erastes Fulmen (Lorcan Cranitch)
- Ki vagy, doki? : Éjfél – Hobbes professzor (David Troughton)
- Balu kapitány kalandjai (1990) – Dilikutya (hangja) (1. szinkron, 1993/1996)
- Hé, Arnold! – Phil nagypapa (hangja)
- MetaJets – Strong kapitány (hangja)
- Flamingó kapitány – Flamingó apja (hangja)
- Louie élete – Louie apja (hangja)
- Furcsa amcsik – Leonard Powers (hangja)
- Futurama – Hubert Fransworth professzor (hangja)
- Kim Possible – Dr. Drakken (hangja)
- Felhangolva – Aldus apja (hangja)
- Bob burgerfalodája – Linda Belcher hangja
- Végre otthon – Smek kapitány (hangja)
- A buszon – Stan, a sofőr
- Timon és Pumbaa – Speedy, a csiga (Jim Cummings)
- Gumball csodálatos világa – Gaylord Robinson (3-5. évad)
- Verdák – Bob Cutlass (hangja)
- Verdák 3. – Bob Cutlass (hangja)
- Family Guy – Consuela, Seamus Levine
- South Park – Gerald Broflovski (3. hang), Meleg Al (2. hang), Harrison Yates őrmester (1. hang), Darryl Weathers
- Peppa Malac – Papa malac (2. hang)
- Thomas és barátai - Toad (Joe Mills)
- Agymenők – Arthur Jeffries
- S.T.R.A.M.M. – A kém kutya – Herbert Dumbrowski (A főnök)
- Big Time Rush – Arthur Griffin (Gustavo főnöke)
- Slugterra – Dr. Blakk
- Better Call Saul – Chuck McGill (1 epizódban)
- Így jártam anyátokkal – Ranjit
- Star Wars: A Rossz Osztag – Cad Bane (hangja) (Corey Burton) (2021)
- Boba Fett könyve – Lortha Peel (Stephen Root) (2022)
- Andor – Hyne (Rupert Vansittart) (2022)
- Volt egyszer egy stúdió – Morgó (Josh Robert Thompson) (2023)
- A Wall Street farkasa – Max Belfort (Rob Reine) (2013)
- Thomas és barátai: Túl Sodoron - Hurricane (Jim Howick)

## Zene
- Füstifecskék együttes "magyar hangja"

## Lemezei
- Egy hang / A hegyek között (1972)[9]
- Jódli (1985)[9]
- Még tartozom 13+1 dallal (1998)[9]